# La Billebaude
La Billebaude est un roman d'Henri Vincenot publié aux éditions Denoël, en 1978.
Il a été présenté dans l'émission Apostrophes de Bernard Pivot en 1978.

## Résumé
Vers 1920 dans l'Auxois, une nuit, Tremblot, son grand-père, emmène Henri, 8 ans et orphelin de père, ramasser un chevreuil dans un collet. Puis il l'emmène à une battue de sanglier. Le jeudi, il va chez Charles, petit fils du comte. À la battue de Noël, il détourne les sangliers et Tremblot le félicite. Ils vont aussi prendre quelques brochets de 5 livres en étang. Pour son certificat d'études, Tremblot lui offre un couteau de poche. Il va au collège à Dijon, se fait une carte de ses bois de chasse et y opère mentalement. Tremblot la lui narre toutes les semaines. Il pose des collets lors de ses ballades dominicales vers Dijon. Il fait le voyage aux vacances avec un roulier et ses mules. L'hiver, il scie pendant deux heures le bois de la journée. Mi-août, ils font 2 à 400 fagots de branches de frêne, chêne, peuplier pour les bêtes l'hiver. Il va parfois à l'affût la nuit. Il a son bac puis fait HEC à Paris. Tremblot devient représentant en écrémeuses pour payer ses études. En octobre, ils mènent une chasse chez un marquis et il y tue son premier sanglier. Il s'éprend d'une fille de Maranges et ils s'installent dans un village abandonné du Morvan.
Le roman est en partie autobiographique.